# 1000-km-Rennen von Spa-Francorchamps 1970

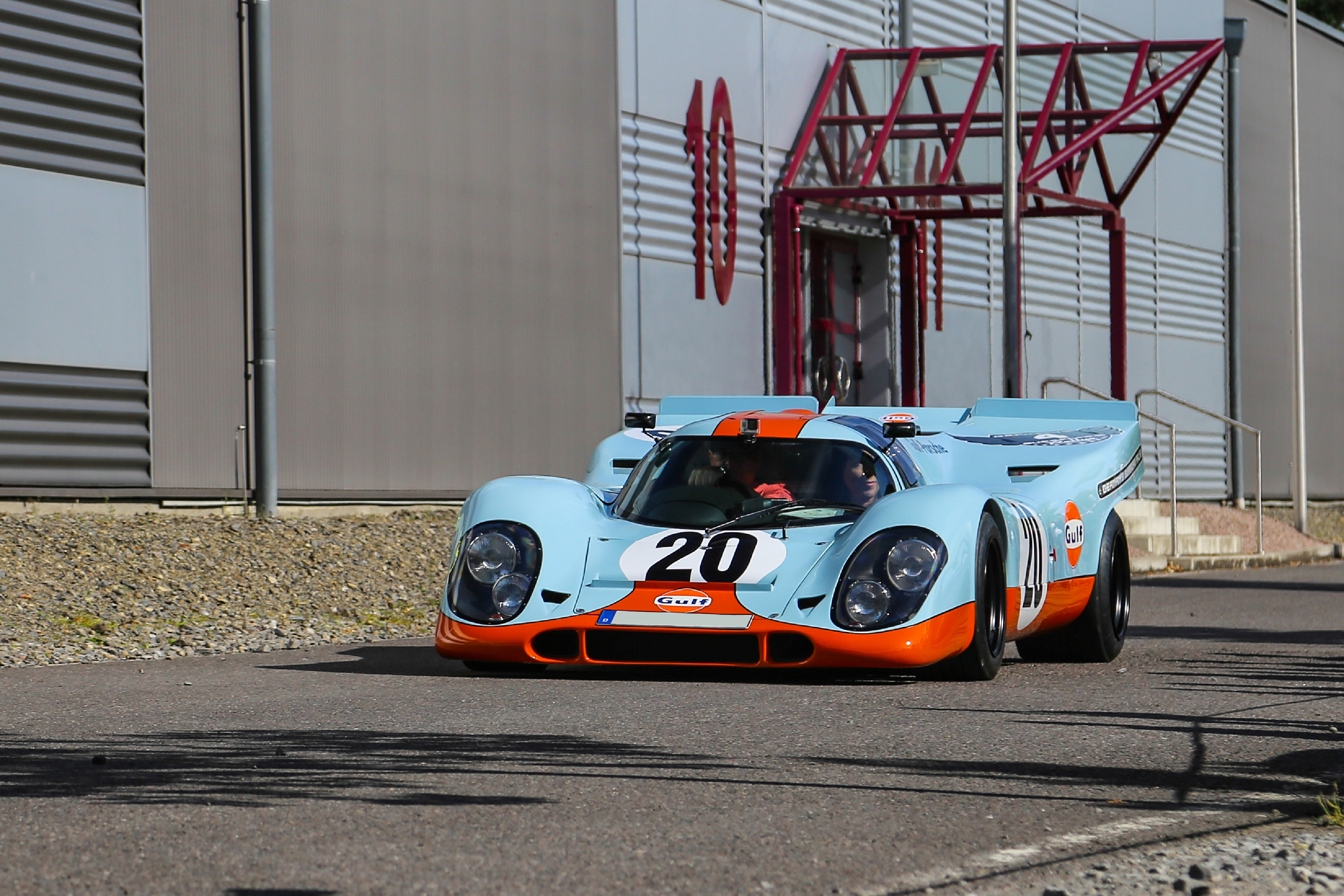
Wyer-Porsche 917K

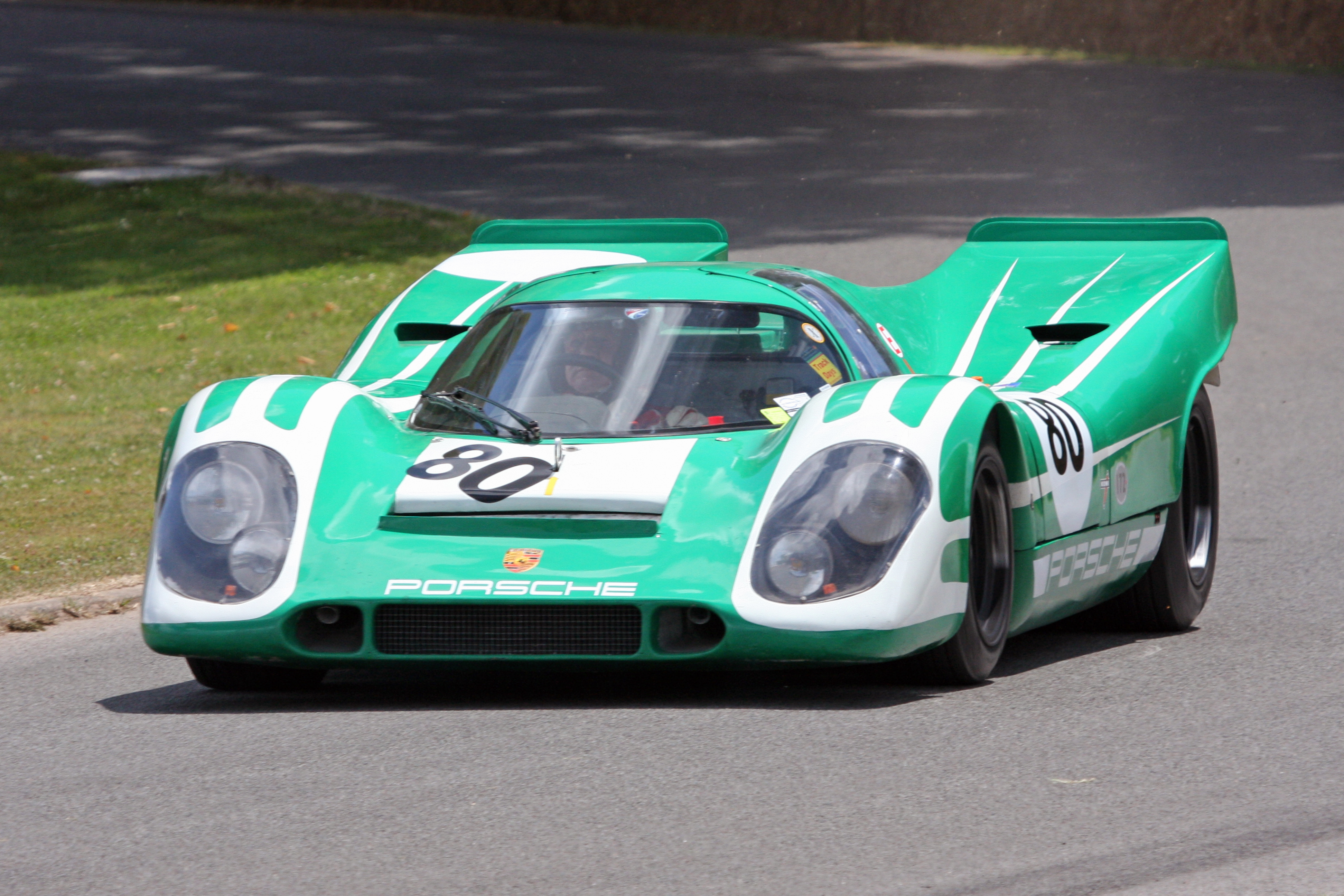
Porsche-Salzburg-Porsche 917K

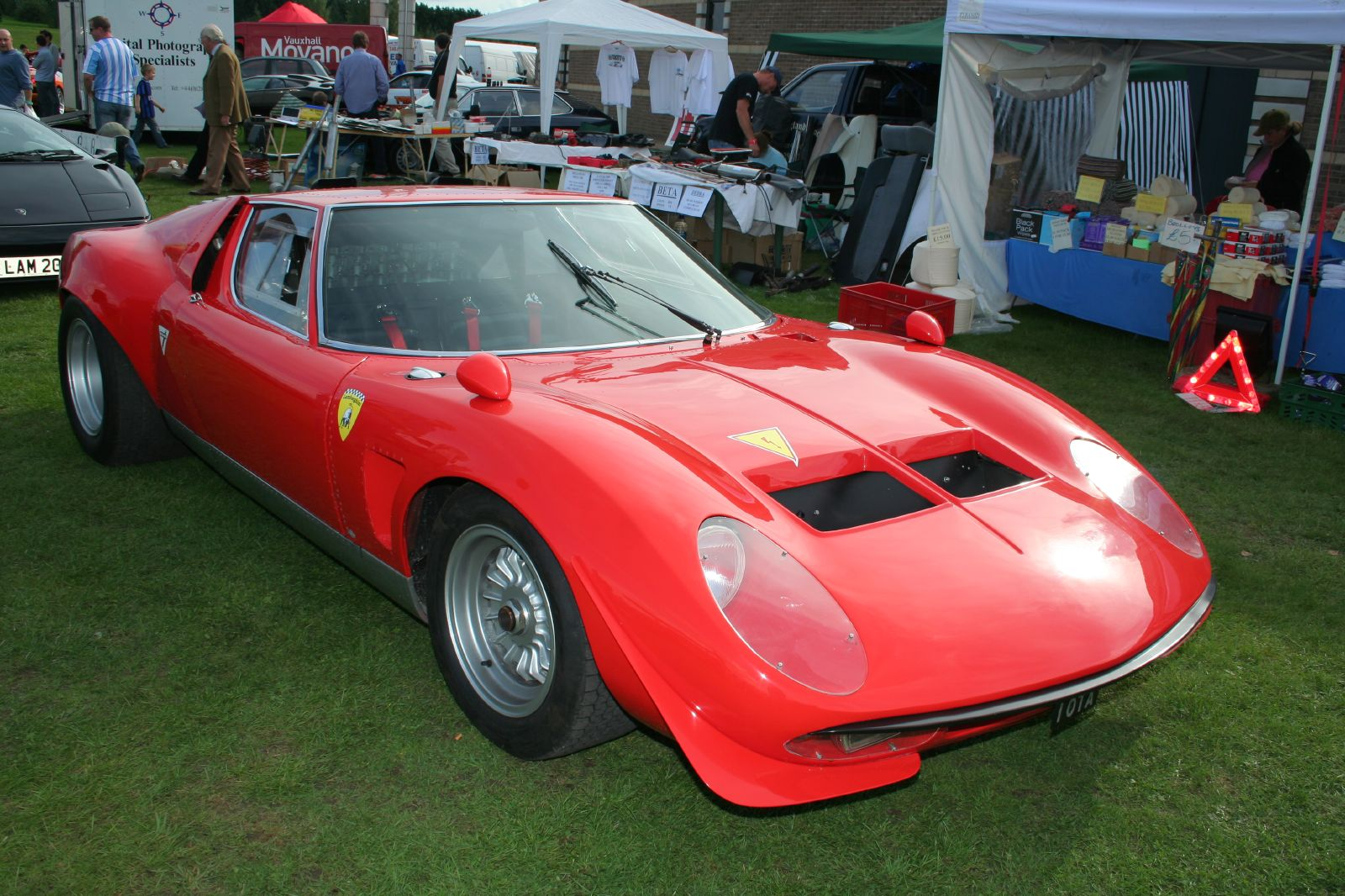
Zum ersten Mal in der Geschichte der Sportwagen-Weltmeisterschaft war ein Lamborghini Miura bei einem Meisterschaftsrennen gemeldet. Das Fahrzeug nahm jedoch nicht am Rennen teil.

Das fünfte 1000-km-Rennen von Spa-Francorchamps, auch Grand Prix de Spa (1000 kms de Francorchamps), Circuit National de Francorchamps, fand am 17. Mai 1970 auf dem Circuit de Spa-Francorchamps statt und war der sechste Wertungslauf der Sportwagen-Weltmeisterschaft dieses Jahres.

## Vor dem Rennen
1966 fand auf dem Circuit de Spa-Francorchamps das erste 1000-km-Rennen statt, das in diesem Jahr auch erstmals zur Weltmeisterschaft zählte. 1970 war das Langstreckenrennen in den Ardennen der sechste Meisterschaftslauf des Jahres. Die Saison begann Anfang Februar mit dem 24-Stunden-Rennen von Daytona. Auf dem Daytona International Speedway nahm die Siegesserie der Rennmannschaft von John Wyer, die nur vom Ferrari-Erfolg beim 12-Stunden-Rennen von Sebring unterbrochen wurde, ihren Anfang. Viermal blieben die von Wyer eingesetzten Porsche-Rennwagen siegreich. In Daytona siegten Pedro Rodríguez, Leo Kinnunen und Brian Redman auf einem Porsche 917K. Rodríguez und Kinnunen gewannen auch die Rennen in Brands Hatch und Monza. Die Targa Florio endete mit dem Gesamtsieg von Redman und Jo Siffert im Porsche 908/03.

## Das Rennen
In Spa waren sechs Porsche 917K am Start, die allesamt in der Sportwagenklasse bis 5 Liter Hubraum gemeldet waren. John Wyer kam mit zwei 917K und den Stammbesatzungen Pedro Rodríguez/Leo Kinnunen und Jo Siffert/Brian Redman zum Rennen. Zwei weitere 917K kamen aus Österreich. Louise Piëch, die Schwester von Ferry Porsche, meldete zwei Wagen für Porsche Salzburg, die von Vic Elford, Kurt Ahrens, Richard Attwood und Hans Herrmann gefahren wurden. Hans Laine und Gijs van Lennep steuerten zum ersten Mal im Rennen einen 917K. Bislang waren sie für das finnische Racing Team AAW auf einem Porsche 908/02 in die jeweiligen Rennen gegangen. Den sechsten 917K fuhren Helmut Kelleners und Jürgen Neuhaus für das deutsche Gesipa Racing Team.
Den sechs Porsche 917 standen vier Ferrari 512S gegenüber. Drei Fahrzeuge meldete die Scuderia Ferrari für die Fahrer Jacky Ickx, John Surtees, Ignazio Giunti, Nino Vaccarella, Arturo Merzario und Peter Schetty. Die Ecurie Francorchamps von Jacques Swaters erhielt ein neu aufgebautes Fahrgestell, das für Derek Bell und Hughes de Fierlant eingesetzt wurde.
Im Training wurden mit den 5-Liter-Prototypen schnelle Rundenzeiten gefahren. Da 1969 der Große Preis von Belgien der Formel 1 aus Sicherheitsgründen nicht ausgetragen wurde, galten die beim Großen Preis von Belgien 1968 gefahrenen Rundenzeiten als Referenz. Chris Amon war im Training im Ferrari 312F1 3:28,600 Minuten gefahren. Die schnellste Runde im Rennen fuhr John Surtees im Honda RA301 mit einer Zeit von 3:30,500 Minuten. Am Freitag, dem ersten Trainingstag, fuhr Jacky Ickx im Ferrari 512S 3:24,400 Minuten und war damit um vier Sekunden schneller als Chris Amon im Formel-1-Ferrari. Die Wyer-Porsche 917K hatten Probleme mit den Firestone-Reifen, die bei hohem Tempo nicht mehr stabil auf den Felgen blieben und dadurch Luft verloren. Nachdem die Reifenprobleme vor dem Samstagstraining behoben waren, fuhr Pedro Rodríguez unter 3 Minuten 20 Sekunden. Die Pole-Position-Zeit von 3:19,800 Minuten entsprach einem Schnitt von 254,054 km/h. Im Rennen war Rodríguez noch um 3 Sekunden schneller und fuhr 3:16,500 Minuten mit einem Schnitt 258,321 km/h. Zum Vergleich: Beim im Juni ausgefahrenen Großen Preis von Belgien fuhr Jackie Stewart im March 701 eine Pole-Position-Zeit von 3:28,00 Minuten (Schnitt 244,038 km/h). Allerdings wurde das Formel-1-Feld durch eine vor dem Rennen errichtete Schikane im Streckenabschnitt Malmedy geführt.
Als das Rennen am Sonntag um 13 Uhr gestartet wurde, ging über der Strecke ein Gewitter nieder. Im Unterschied zur Gegenwart befand sich 1970 die Start-und-Ziel-Gerade nach der Haarnadelkurve von La Source. Die Anfahrt zur Eau Rouge war dementsprechend kurz. Dennoch stand dort das Duell der beiden Wyer-Spitzenfahrer Siffert und Rodríguez vor der Eskalation. Aus der ersten Reihe startend fuhren die Fahrer mit ihren Porsche 917 Seite an Seite auf die Kurve zu und in sie hinein, bis Rodríguez nach einer Berührung beider Wagen im letzten Augenblick vom Gas ging, um einen Unfall zu vermeiden. Schon in der dritten Runde begannen die führenden Wagen die langsameren GT-Wagen zu überrunden. Dabei verlor Siffert die Führung an seinen Teamkollegen Rodríguez; auch Jacky Ickx im schnellsten Ferrari ging an Siffert vorbei. In der folgenden Stunde entwickelte sich auf der inzwischen trockenen Bahn ein für die Zuschauer spektakulärer Dreikampf der drei Formel-1-Piloten. Aufmerksame Streckenposten sorgten mit immer wieder geschwenkten blauen Flaggen (zeigen den Fahrern an, dass ein schnelleres Fahrzeug überholen will) für wenig Probleme der führenden Wagen beim Überrunden. Der Einzige der Siffert, Ickx und Rodríguez einigermaßen folgen konnte, war Vic Elford im Porsche-Salzburg-917K. Der einzige Wagen im Sportwagenfeld, der mit Regenreifen ins Rennen ging, war der Ferrari 512S von Peter Schetty, der nach 30 Minuten zum Reifenwechsel an die Boxen musste. Nach 14 Runden kam Siffert als Führender zum ersten Tankstopp an die Boxen, eine Runde später stoppten Rodríguez und Ickx zum Tanken. Siffert hatte bei seinem Stopp am meisten Zeit verloren und fiel hinter Rodríguez und Ickx an die dritte Stelle zurück.
Eine Vorentscheidung fiel in der 22. Runde, als Rodríguez zu einem ungeplanten Stopp an die Box kam. Der rechte Vorderreifen hatte Luft verloren und musste gewechselt werden. In der folgenden Aufholjagd fuhr er die erwähnten 3:16,500 Minuten für die schnellste Runde im Rennen. In der 29. Runde kamen die führenden Wagen zum zweiten Tankstopp an die Boxen. Ickx führte zu diesem Zeitpunkt mit einem Vorsprung von 13 Sekunden auf Siffert und übergab während des Tankens den Ferrari an John Surtees. Für Siffert stieg Brian Redman ins Cockpit. Obwohl Surtees nach den Stopps einen Vorsprung von 26 Sekunden auf Brian Redman hatte, wurde er in der 35. Runde von ihm von der Spitze verdrängt. In der 37 Runde ging auch Rodríguez an Surtees vorbei und kam wenig später zum planmäßigen Stopp an die Box (beim Stopp wegen des Reifenschadens war auch der Tank gefüllt worden), um den Porsche an Leo Kinnunen zu übergeben. Die Entscheidung fiel in der 44. Runde, als Kinnunen mit einem Getriebeschaden am Porsche bei Stavelot ausrollte. Surtees verlor während seiner Fahrzeit knapp 3 Minuten auf Redman, die Jacky Ickx im letzten Drittel des Rennens gegenüber Siffert nicht mehr wettmachen konnte, der mit einem Vorsprung von 2 Minuten und 50 Sekunden auf den Ferrari-Piloten das Rennen für die Wyer-Mannschaft und Porsche gewann.

## Ergebnisse

### Schlussklassement
| 1               | S 5.0    | 24  | J. W. Automotive Engineering      | Jo Siffert Brian Redman                 | Porsche 917K      | 71 |
| 2               | S 5.0    | 20  | Spa Ferrari SEFAC                 | Jacky Ickx John Surtees                 | Ferrari 512S      | 71 |
| 3               | S 5.0    | 28  | Porsche Salzburg                  | Vic Elford Kurt Ahrens                  | Porsche 917K      | 70 |
| 4               | S 5.0    | 22  | Spa Ferrari SEFAC                 | Ignazio Giunti Nino Vaccarella          | Ferrari 512S      | 68 |
| 5               | S 5.0    | 43  | Racing Team AAW                   | Hans Laine Gijs van Lennep              | Porsche 917K      | 68 |
| 6               | S 5.0    | 29  | Porsche Salzburg                  | Richard Attwood Hans Herrmann           | Porsche 917K      | 68 |
| 7               | S 5.0    | 21  | Spa Ferrari SEFAC                 | Peter Schetty Arturo Merzario           | Ferrari 512S      | 66 |
| 8               | S 5.0    | 23  | Ecurie Francorchamps              | Derek Bell Hughes de Fierlant           | Ferrari 512S      | 64 |
| 9               | P 3.0    | 6   | Martini International Racing Team | Gérard Larrousse Rudi Lins              | Porsche 908/02    | 64 |
| 10              | S 5.0    | 33  | Ecurie Bonnier                    | Jo Bonnier Reine Wisell                 | Lola T70 Mk.3B GT | 63 |
| 11              | P 3.0    | 5   | Martini International Racing Team | Hans-Dieter Dechent Helmut Marko        | Porsche 908/02    | 62 |
| 12              | S 2.0    | 31  | John L’Amie                       | John L’Amie Brian Nelson                | Porsche 910       | 59 |
| 13              | P 2.0    | 15  | Hans-Dieter Blatzheim             | Hans-Dieter Blatzheim Ernst Kraus       | Porsche 907       | 59 |
| 14              | S 2.0    | 32  | Paul Vestey                       | Peter Sadler Paul Vestey                | Porsche 910       | 56 |
| 15              | P 2.0    | 14  | Levi’s International Racing Team  | Yves Deprez Julien Vernaeve             | Chevron B16       | 55 |
| 16              | GT + 2.0 | 59  | Bernard Chenevière                | Bernard Chenevière Claude Haldi         | Porsche 911S      | 55 |
| 17              | S 5.0    | 30  | Gesipa Racing Team                | Helmut Kelleners Jürgen Neuhaus         | Porsche 917K      | 54 |
| 18              | GT + 2.0 | 53  | Auto Kremer                       | Erwin Kremer Karl von Wendt             | Porsche 911S      | 54 |
| 19              | GT 2.0   | 55  | Jean-Marie Jacquemin              | Jean-Marie Jacquemin Bernard Palayer    | Alpine A110       | 52 |
| 20              | GT 2.0   | 52  | Jean-Pierre Gaban                 | G. van Butsel Robert Moerenhout         | Porsche 911       | 52 |
| 21              | GT 2.0   | 52  | Georges Duvigneaud                | Georges Duvigneaud Camille Demoulin     | Porsche 911S      | 50 |
| 22              | P 3.0    | 37  | Tony Goodwin                      | Tony Goodwin Peter Taggart              | Chevron B6/8      | 48 |
| Nicht klassiert |          |     |                                   |                                         |                   |    |
| 23              | GT + 2.0 | 58  | Wicky Racing Team                 | André Wicky Sylvain Garant              | Porsche 911S      | 41 |
| Disqualifiziert |          |     |                                   |                                         |                   |    |
| 24              | S 5.0    | 34  | Devel Moteurs Morand              | Gérard Pillon Louis Morand              | Lola T70 Mk.3B GT | 2  |
| Ausgefallen     |          |     |                                   |                                         |                   |    |
| 25              | S 5.0    | 25  | J. W. Automotive Engineering      | Pedro Rodríguez Leo Kinnunen            | Porsche 917K      | 44 |
| 26              | S 2.0    | 40  | Worcestershire Racing Association | James Tangye Paul Ridgway               | Chevron B8        | 40 |
| 27              | P 2.0    | 10  | Philips Autoradio Racing          | Guy Edwards Roger Enever                | Astra RNR2        | 37 |
| 28              | GT 2.0   | 51  | Jean-Pierre Gaban                 | Jean-Pierre Gaban Willy Braillard       | Porsche 911S      | 33 |
| 29              | S 5.0    | 35  | Racing Team VDS                   | Teddy Pilette Gustave Gosselin          | Lola T70 Mk.3B GT | 31 |
| 30              | S 2.0    | 39  | Intertech Steering Wheels         | Angus Clydesdale John Markey            | Chevron B8        | 22 |
| 31              | S 2.0    | 38  | Martin Blackie                    | Martin Blackie Peter Humble             | Chevron B8        | 18 |
| 32              | GT + 2.0 | 54  | Jacques Rey                       | Jacques Rey Edgar Berney                | Porsche 911S      | 12 |
| 33              | P 2.0    | 12  | Stanley Robinson                  | Stanley Robinson John Blanckley         | Unipower GT       | 10 |
| 34              | S 2.0    | 41  | Worcestershire Racing Association | John Bamford Peter Creasey              | Chevron B8        | 10 |
| 35              | P 3.0    | 7   | Keith Grant                       | Keith Grant Gerry Marshall              | Brabham BT8       | 4  |
| Nicht gestartet |          |     |                                   |                                         |                   |    |
| 36              | S 5.0    | 25T | J. W. Automotive Engineering      | Jo Siffert Pedro Rodríguez Leo Kinnunen | Porsche 917K      | 1  |

1 Trainingswagen

### Nur in der Meldeliste
Hier finden sich Teams, Fahrer und Fahrzeuge, die ursprünglich für das Rennen gemeldet waren, aber aus den unterschiedlichsten Gründen daran nicht teilnahmen.
| Pos. | Klasse | Nr. | Team              | Fahrer                               | Chassis           |
| ---- | ------ | --- | ----------------- | ------------------------------------ | ----------------- |
| 37   | P 3.0  | 1   | Matra             | Henri Pescarolo Johnny Servoz-Gavin  | Matra-Simca MS660 |
| 38   | P 3.0  | 2   | Matra             | Jean-Pierre Beltoise François Cevert | Matra-Simca MS660 |
| 39   | P 3.0  | 3   | Autodelta SpA     | Piers Courage Andrea de Adamich      | Alfa Romeo T33/3  |
| 40   | P 3.0  | 4   | Autodelta SpA     | Rolf Stommelen Nanni Galli           | Alfa Romeo T33/3  |
| 41   | P 2.0  | 8   | Chevron Cars      | John Hine Ian Skailes                | Chevron B16       |
| 42   | P 2.0  | 11  | William Tuckett   | Peter Sadler William Tuckett         | Gropa CMC         |
| 43   | S 5.0  | 26  | Zitro Racing Team | Dominique Martin Pierre Maublanc     | Porsche 917K      |
| 44   | S 5.0  | 27  | David Piper       | David Piper Tony Adamowicz           | Porsche 917K      |
| 45   | S 5.0  | 36  |                   | Jacques Thenaers William Scheeren    | Lamborghini Miura |
| 46   | S 2.0  | 39  | Edward Negus      | Brian Joscelyne Edward Negus         | Chevron B8        |
| 47   | S 5.0  | 42  | Michel Martin     | Clive Baker Willie Green             | Ford GT40         |
| 48   | GT 2.0 | 59  | Ecurie Biennoise  | Gustav Schlup                        | Porsche 914/6     |

### Klassensieger
| Klasse   | Fahrer                | Fahrer          | Fahrzeug       | Platzierung im Gesamtklassement |
| -------- | --------------------- | --------------- | -------------- | ------------------------------- |
| P 3.0    | Gérard Larrousse      | Rudi Lins       | Porsche 908/02 | Rang 9                          |
| P 2.0    | Hans-Dieter Blatzheim | Ernst Kraus     | Porsche 907    | Rang 13                         |
| S 5.0    | Jo Siffert            | Brian Redman    | Porsche 917K   | Gesamtsieg                      |
| S 2.0    | John L’Amie           | Brian Nelson    | Porsche 910    | Rang 12                         |
| GT + 2.0 | Bernard Chenevière    | Claude Haldi    | Porsche 911S   | Rang 16                         |
| GT 2.0   | Jean-Marie Jacquemin  | Bernard Palayer | Alpine A110    | Rang 19                         |

### Renndaten
- Gemeldet: 48
- Gestartet: 35
- Gewertet: 22
- Rennklassen: 6
- Zuschauer: unbekannt
- Wetter am Renntag: zu Beginn Gewitter, danach warm und trocken
- Streckenlänge: 14,100 km
- Fahrzeit des Siegerteams: 4:09:47,800 Stunden
- Gesamtrunden des Siegerteams: 71
- Gesamtdistanz des Siegerteams: 1001,100 km
- Siegerschnitt: 240,460 km/h
- Pole Position: Pedro Rodríguez – Porsche 917K (#25) – 3:19,800 = 254,054 km/h
- Schnellste Rennrunde: Pedro Rodríguez – Porsche 917K (#25) – 3:16,500 = 258,321 km/h
- Rennserie: 6. Lauf zur Sportwagen-Weltmeisterschaft 1970